# Jabgu
Jabgu ali džabgu (turško: yabgu, kar pomeni »vodnik« ali »kdor utira pot«) je bil visok državni položaj v zgodnjih turških državah, ki je bil približno enakovreden položaju podkralja. Položaj je imel več stopenj samostojnosti, od popolne politične in gospodarske podrejenosti do površne politične obzirnosti do vladajočega kagana.
Položaj jabguja je običajno dobil drugi najvišje rangirani član vladajočega klana (Ašina). Najvišje rangirani je bil seveda kagan sam. Jabgu je bil pogosto mlajši brat vladajočega kagana ali predstavnik naslednje generacije, imenovan šad (nasledni princ). Mahmud al-Kašgari je položaj jabguja opisal kot «položaj, dve stopnji pod kaganom«, kar pomeni, da je bil šad za stopnjo nad jabgujem.
Po razpadu centralizirane države je jabgu dobil več samostojnosti. Zgodovinski viri omenjajo številne neodvisne države, v katerih je bil jabgu naslov njenega najvišjega vladarja. Med vladarji izstopata Oguz Jabgu, vladar srednjeazijske države, ki je nastala v 840. letih po razpadu Drugega turškega kaganata, in Karluk Jabgu, vladar Karluške plemenske zveze, ki je leta 766 zasedel mesto Sujab v današnjem Kirgizistanu. Njegova plemenska zveza je nazadje prerasla v močni Karahanidski kaganat.